# Гуманізм
Гумані́зм (лат. humanitas — «людяність», humanus — «людяний», homo — «людина») — це філософська та етична позиція, яка надає особливого значення цінності людей та сприянні людям (як індивідуумам, так і групам), і загалом віддає перевагу критичному мисленню та доказам (раціональним та емпіричним) над прийняттям догмату або забобонів.
Поняття гуманізму, як суспільного явища, вперше з'явилось в епоху Відродження. На той час людство накопичило досить вагомі надбання в культурі, мистецтві, природничих та суспільних науках. Це була епоха заперечення норм життя середньовіччя з його жорстокістю людей один до одного, до природи, міждержавними війнами, переходу до нових стосунків. Таким чином в історії людства з'явилась нова ідеологія, яка почала відстоювати найкращі сторони в стосунках між людьми, яка заперечувала нерівність людей в фінансовому, майновому та інших відносинах. Ідея гуманізму полягає в закріпленні норм людяності в суспільстві, в звільненні людини від рабського, феодального способу мислення. Надалі поняття гуманізму розповсюдилось і на міжнаціональні, міжрасові та міждержавні відносини людей. Багато тез, які відстоює гуманізм втілювались в релігійних вченнях різних народів світу. Про це, наприклад, свідчать славнозвісні заповіді Біблії (не вбий, не вкради і т.д.). Найпершим його носієм в ті часи був поет тієї епохи Петрарка.

## Класифікація
У дослідженні Ю. Чорного «Сучасний гуманізм» наводиться класифікація гуманістичних поглядів, яку в 1949 році у своїй студентській роботі запропонував майбутній американський дослідник Воррен Аллен Сміт
- Гуманізм — інтерес до людини або до вивчення гуманітарних дисциплін (study of the humanities).
- Древній гуманізм — поняття, що належить до систем поглядів Аристотеля, Демокріта, Епікура, Лукреція, Перікла, Протагора, Сократа чи Конфуція.
- Класичний гуманізм — гуманізм епохи Відродження; поняття, що належить до древніх гуманістичних ідей, які мали розвиток в епоху Ренесансу у таких мислителів, як Бекон, Боккаччо, Еразм Роттердамський, Монтень, Томас Мор і Петрарка.
- Теїстичний гуманізм[en] — поняття, яке охоплює як християнських екзистенціалістів, так і сучасних теологів, які наполягають на здатності людини працювати над своїм порятунком спільно з Богом.
- Екзистенціальний гуманізм — гуманізм, який базується на ідеях Жана-Поля Сартра та ін.
- Комуністичний гуманізм — поняття, що характеризує переконання деяких марксистів (наприклад, Фіделя Кастро), які вважають, що послідовним натуралістом і гуманістом був Карл Маркс.
- Натуралістичний (або науковий) гуманізм — еклектичний набір установок, що народились в сучасну наукову епоху і концентруються на вірі у вищу цінність і самовдосконалення людської особистості.
- Нормативний гуманізм — позиція, яка виходить із визнання того, що у людини є специфічні людські потреби, які необхідно задовольняти. Причому не людина повинна пристосовуватися до суспільства, а суспільство має вважати задоволення людських потреб нормою свого функціонування.

## Критика

### Православна богословська критика гуманізму
В сучасному суспільстві християнство вимушене розглядати проблему гуманізму та його релігії людинообоження, для якої “суспільність” приблизно відповідає святості, бо у ній закладене саме те “єдине на потребу”, що у собі самому має і зміст, і виправдання. В порівнянні з таким світоглядом християнство здається холодним, стриманим, недовірливим. “Християнство з тривогою дивиться на гуркіт, з яким знову будується Вавилонська вежа, в прискореному русі колісниці прогресу вбачає симптом майбутніх катаклізмів, що наближують кінець. В цей прогрес воно не вірить, і такого прогресу християнство не хоче”. Вкрай важливим є усвідомлення глибинних відмінностей між так званою гуманністю, що складає серцевину земного щастя і прогресу, та християнською любов'ю, що може здатись негуманною, навіть суворою у своїй вимогливості. З гуманістичного погляду, будь-які страждання - зло, бажаним є зробити всіх задоволеними та щасливими. Православна любов відає очищувальну силу страждань, а задоволення всіх потреб згідно з гедоністичним ідеалом щастя стало б духовним полоном у князя світу цього. Для гуманності гріх не існує, зло є наслідком недосконалого суспільства; для християнства соціальне зло є лише одним із проявів зла космічного, проявом не вищим, не граничним. Соціальний прогрес поряд з досягненнями гуманізму, а частково і внаслідок гуманістичних досягнень, може супроводжуватися найтоншими формами зла духовного, як і сам гуманізм може стати оболонкою антихриста. “Велика провина тут... на нелюдському і антилюдському розумінні Бога і на безбожному розумінні людини, перетворення її у виключно природну та соціальну, тобто залежну істоту”.
“Тому, непримиренне зі злом духовним, християнство позбавлене такої непримиренності до зла зовнішнього, власне до соціального як похідного, тут воно охоче схиляється до практики опортунізму і консерватизму”. Православ’я знає заповідь віруючого терпіння, яка не є пасивністю. Ця заповідь - велика спокуса для гуманізму, бо надає гуманізмові можливість “випередити” християнство у гуманності.
Вже на початку існування християнство відчуло це, бо проявило “квієтизм”, навчаючи рабів терпляче нести своє ярмо “заради Господа”; тоді проявлено і соціальний консерватизм у недовірливому ставленні до зовнішніх новацій (“всякий нехай залишається у тому званні, у якому покликаний” (1 Кор. 7:20)), але при повному збереженні есхатологічності. Непримиренність християнства до Римської імперії базувалася не на суспільно-політичних, а виключно на релігійних мотивах, риса методологічного консерватизму властива християнству і в подальшому історичному процесі. Православ’я в соціальній сфері не визнає безумовного зла або безумовного добра, на відміну від гуманізму, для якого вони у соціальній сфері існують. Отже, жодне звершення гуманістичне, здійснене завдяки прогресу, не має безумовної цінності - ні скасування рабства, ні падіння кріпосного права, ні будь-яка конституція “свободи”; відбувалися ці події з ентузіазмом безбожжя та прямим викликом християнству, але й це ще може не знищувати їх відносної цінності.
Вочевидь, для історичного Православ'я в цьому аспекті є спокуса спотворення, що ми спостерігаємо, коли терпіння підмінюється лицемірством, підлабузництвом, а незалежний консерватизм - боягузливим опортунізмом, тупою нерухомістю або самолюбною реакційністю; в силу цього внутрішнього змертвіння виходить антигуманізм або гуманізм вивернутий. Християнство має свої позитивні аргументи на користь соціального прогресу, які частково збігаються з гуманістичними; християнству притаманні рух, динамічність, здатність окреслити свої вимоги до суспільного сумління. “Рушійною силою гуманітарного прогресу є не любов, не жалість, а гордлива мрія про земний рай, про людинобоже царство від світу цього; це - найновіший варіант старого юдейського лжемесіанства. Прогрес вірить у знищенність зла, в перемогу над стражданням і в розв’язання трагедії в межах історії силами однієї людини“. Для християнства позитивним суспільним мотивом є добродійство- милосердя, жалість, співстраждання, що, по суті, має тільки паліативний характер, тому в даному аспекті християнська політика є також організованим добродійством і нічим іншим бути не може; справи милосердя завжди складали силу історичного християнства.
"Історично “гуманність” виникає у процесі секуляризації християнської етики, але, зрозуміло, відірваної від своєї основи, вона отримує характер двозначний і навіть спотворений". Гуманність, стверджена без Христа, поза Христом, є релігійним обманом, спокусою безбожним добром і безбожною любов’ю, етичним ідолопоклонством, а її успіхи набувають значення жертв перед вівтарем людинобожжя. Це - зростаюча антихристиянська лжецерква, що заманює “багатьма знаменнями”. Звідси, до речі, ще не виходить, що усе, що протиставлене гуманізму, вже має бути добром; антигуманізм не здобуває позитивного значення тільки через таке протиставлення. За словами С. Л. Франка, “гуманізм нового часу виник у прямій опозиції до християнського світогляду і саме у такій формі визначив характер віри в людину аж до нашої епохи”. Почуття віри в саму себе і в своє велике призначення на землі охопило людину на початку епохи, що зветься “новим часом”. Джордано Бруно - один з найперших, найвпливовіших його провісників - визначив пафос нового самоусвідомлення людини як “героїчний ентузіазм, з яким заради високої мети, заради високої ідеї людина безстрашно йде на загибель”. Гуманізм почав стверджувати самодостатність людини і розрив з вічною істиною християнства, започаткував підґрунтя для всієї трагедії нової історії, трагічну діалектику гуманізму, в якій самодостатність людини переходить, по суті, у заперечення людини. 
Преподобний Авва Дорофей джерелом всіх страждань називає “марнославність, користолюбство, ласолюбство”. Нехристиянська свідомість частіше шукає виправдання цим вадам, культивує їх і, в результаті, стає джерелом для виникнення страждань - від приватних проблем до конфліктів світового масштабу; на цих підступних засадах, по суті, і розвиваються так званий прогрес людства та його гуманізація. І. Аксаков з цього приводу писав: “Прогрес, що заперечує Бога і Христа, урешті-решт стає регресом; цивілізація завершується здичавінням; свобода - деспотизмом і рабством. Знявши з себе Образ Божий, людина неминуче зніме, і вже знімає з себе - образ людський, і ревнуватиме за образом звіриним”